# Faik Ahmet Barutçu
 (novembre 2022).
Mehmet Faik Barutçu né en 1894, à Trabzon (Empire ottoman) et mort le 14 mars 1959, est un homme politique et avocat turc.
Diplômé de la faculté de droit de l'université d'Istanbul. Il est président du barreau de Trabzon. Il est membre de CHP, député de Trabzon (1939-1954) et Ankara (1957-1960) et vice-premier ministre (1947-1949).